# Walikota Surabaya Cup 2014
Der Walikota Surabaya Cup 2014 im Badminton fand vom 29. April bis zum 4. Mai 2014 in Surabaya statt.

## Sieger und Platzierte
| Disziplin    | Gold                                       | Silber                                       | Bronze                                  |
| ------------ | ------------------------------------------ | -------------------------------------------- | --------------------------------------- |
| Herreneinzel | Febriyan Irvannaldy                        | Tang Junxian                                 | Thomi Azizan Mahbub                     |
| Herreneinzel | Febriyan Irvannaldy                        | Tang Junxian                                 | Rohmat Abdul Rohman                     |
| Dameneinzel  | Aya Ohori                                  | Febby Angguni                                | Elyzabeth Purwaningtyas                 |
| Dameneinzel  | Aya Ohori                                  | Febby Angguni                                | Intan Dwi Jayanti                       |
| Herrendoppel | Afiat Yuris Wirawan Yohanes Rendy Sugiarto | Rendra Wijaya Rian Sukmawan                  | Didit Juang Indrianto Muhammad Ulinnuha |
| Herrendoppel | Afiat Yuris Wirawan Yohanes Rendy Sugiarto | Rendra Wijaya Rian Sukmawan                  | Riyo Arief Rizky Hidayat                |
| Damendoppel  | Dian Fitriani Nadya Melati                 | Devi Tika Permatasari Keshya Nurvita Hanadia | Apriyani Rahayu Jauza Fadhila Sugiarto  |
| Damendoppel  | Dian Fitriani Nadya Melati                 | Devi Tika Permatasari Keshya Nurvita Hanadia | Komala Dewi Meiliana Jauhari            |
| Mixed        | Ardiansyah Putra Devi Tika Permatasari     | Rizky Hidayat Nadya Melati                   | Ridho Akbar Imma Muthiah Khairunnisa    |
| Mixed        | Ardiansyah Putra Devi Tika Permatasari     | Rizky Hidayat Nadya Melati                   | Anggun Nugroho Dian Fitriani            |